# Керри, Боб
Джозеф Роберт «Боб» Керри (англ. Joseph Robert «Bob» Kerrey; род. 27 августа 1943, Линкольн, Небраска) — американский политик-демократ. Он был губернатором Небраски с 1983 по 1987, представлял штат в Сенате США с 1989 по 2001. Ректор университета «Новая школа» с 2001 по 2010 год.
В 1966 году окончил университет Небраски-Линкольна. Участвовал во Вьетнамской войне («морские котики»), был ранен и награждён медалью Почёта, а в 1969 году — Бронзовой звездой.
Пытался стать кандидатом в президенты от Демократической партии на выборах в 1992 году, однако выиграл первичные выборы только в Южной Дакоте.
В 2019 году подписал «Открытое письмо против политических репрессий в России».